# Доње Коњско
Доње Коњско (мкд. Долно Коњско) је насеље у Северној Македонији, у југозападном делу државе. Доње Коњско припада општини Охрид.

## Географија
Насеље Доње Коњско је смештено у крајње југозападном делу Северне Македоније. Од најближег града, Охрида, насеље је удаљено 7 km јужно.
Доње Коњско се налази у историјској области Охридски крај, која се обухвата источну и североисточну обалу Охридског језера. Насеље је смештено на источној обали Охридског језера, а источно од њега се стрмо издиже планина Галичица. Надморска висина насеља је приближно 740 метара.
Клима у насељу, и поред знатне надморске висине, има жупне одлике, па је пре умерено континентална него планинска.

## Становништво
Доње Коњско је према последњем попису из 2002. године имало 551 становника. 
Већину становништва чине етнички Македонци (100%).
Већинска вероисповест је православље.